# Freddie Mercury, l'espectacle final
Freddie Mercury, l'espectacle final (títol original en anglès, Freddie Mercury - The Final Act) és un documental britànic de 2021, dirigit per James Rogan i produït per Rogan Productions per a la BBC. S'ha doblat al català pel programa Sense ficció de TV3.

## Sinopsi
L'extraordinària història de la batalla de Freddie Mercury contra la SIDA i el concert innovador que Queen va realitzar en la seva memòria després de morir.

## Llançament
El documental es va estrenar originalment el 27 de novembre de 2021 a la BBC Two. També va estar disponible a BBC iPlayer.

## Rebuda
Anitta Singh, de The Telegraph, va escriure que la pel·lícula presta "un homenatge commovedor al nostre major xouman".

## Premis i nominacions
| Any  | Premi                   | Categoria                | Resultat  |
| ---- | ----------------------- | ------------------------ | --------- |
| 2022 | Emmy Internacional 2022 | Millor Programa Artístic | Guanyador |